# Million Dollar Baby (1941)
Million Dollar Baby é um filme de comédia romântica estadunidense de 1941 dirigido por Curtis Bernhardt. Lançado pela Warner Bros., o filme é estrelado por Priscilla Lane, Jeffrey Lynn e Ronald Reagan, com May Robson e Lee Patrick.

## Elenco
- Priscilla Lane ...Pamela "Pam" McAllister
- Jeffrey Lynn ...James "Jim/Jimmy" Amory
- Ronald Reagan ...Peter "Pete" Rowan
- May Robson ...Cornelia Wheelwright
- Lee Patrick ...Josie "Lou" La Rue
- Helen Westley ...Sra. Galloway
- George Barbier ... Sr. Marlin
- Nan Wynn ...Flo Turner
- John Qualen ...Dr. Patterson
- Walter Catlett ... Sr. Simpson
- Fay Helm ...Sra. Grayson
- Richard Carle ...George
- John Ridgely ...Ollie Ward
- Maris Wrixon ...Diana Bennet
- James Burke ...Callahan
- Charles Halton ...John Parkinson
- John Sheffield ...Alvie Grayson
- Jack Mower ...Charlie

## Produção
De acordo com notícias do Hollywood Reporter, Irene Dunne foi considerada para o papel de "Pam". Ann Sheridan foi posteriormente escalada para o mesmo papel, mas foi substituída por Olivia de Havilland. De Havilland foi mais tarde substituída por Priscilla Lane.